# Caius Pompeius Planta
Caius Pompeius Planta est un haut chevalier et historien romain, préfet d'Égypte entre 98 et 100 sous Trajan. Il meurt avant 110.

## Biographie
Il a écrit un récit historique de la guerre civile entre Othon et Vitellius,, qui se déroule en 69 pendant l'année des quatre empereurs, à laquelle il a probablement participé. Il nous en reste qu'une simple référence.
Sous Vespasien, vers 75/76, il est procurateur de Lycie-Pamphylie,.
C'est un ami de Trajan,, et il devient son préfet d'Égypte entre 98 et 100,, succédant à Marcus Iunius Rufus en poste depuis 94. Il apparaît en effet en tant que préfet sur un papyrus daté du 26 février 99, ainsi que des lettres entre Pline et Trajan, où l'empereur accorde la citoyenneté romaine sur la demande de Pline, ainsi que la citoyenneté alexandrine via Pompeius Planta,. Son successeur à la préfecture d'Égypte est Caius Minicius Italus.
Il est cité dans une autre lettre de Pline le Jeune adressé à un de ses successeurs, Caius Vibius Maximus, qui a écrit un ouvrage pour se défendre et contre lui et que Pline presse de publier à la suite de la mort de Pompeius, son ennemi,,. Cet ouvrage est alors largement diffusé, mais dont on ignore le contenu. On ne peut dater la lettre de Pline, et donc la mort de Pompeius, qu'entre 100 et 110.